# Divize A 2023/2024
V soubojích 59. ročníku Fortuna Divize A 2023/2024 se utkalo 16 týmů dvoukolovým systémem podzim - jaro. Tento ročník odstartoval 5. srpna 2023 a skončil 15. června 2024.

## Nové týmy v sezoně 2023/24
- Z ČFL 2022/23 do Divize A sestoupilo mužstvo FK Baník Sokolov 1948.
- Z krajských přeborů postoupila tato mužstva: FK Jindřichův Hradec 1910 z Jihočeského přeboru a FK Tachov z Plzeňského přeboru.

## Kluby podle přeborů
- Jihočeský (4): FK Slavoj Český Krumlov, FK Jindřichův Hradec 1910, SK Otava Katovice a FK Spartak Soběslav.
- Karlovarský (2): FK Viktoria Mariánské Lázně, FK Baník Sokolov 1948.
- Plzeňský (6): TJ Jiskra Domažlice B, SK Senco Doubravka, SK Klatovy 1898, SK Petřín Plzeň, FC Rokycany a FK Tachov.
- Praha (1): SK Aritma Praha.
- Středočeský (3): SK Hořovice, FK Komárov, FK Příbram B.

## Konečná tabulka soutěže
| Poř. | Tým                         | Z  | V  | R  | P  | VG | OG | B  |
| ---- | --------------------------- | -- | -- | -- | -- | -- | -- | -- |
| 1.   | SK Petřín Plzeň             | 30 | 20 | 7  | 3  | 77 | 31 | 67 |
| 2.   | SK Aritma Praha             | 30 | 16 | 12 | 2  | 61 | 22 | 60 |
| 3.   | FK Spartak Soběslav         | 30 | 18 | 4  | 8  | 64 | 44 | 58 |
| 4.   | FC Viktoria Mariánské Lázně | 30 | 15 | 6  | 9  | 58 | 36 | 51 |
| 5.   | FK Baník Sokolov 1948       | 30 | 13 | 10 | 7  | 73 | 50 | 49 |
| 5.   | SK Hořovice                 | 30 | 13 | 7  | 10 | 44 | 43 | 46 |
| 7.   | FK Komárov                  | 30 | 11 | 9  | 10 | 51 | 44 | 42 |
| 8.   | SK Senco Doubravka          | 30 | 9  | 13 | 8  | 45 | 35 | 40 |
| 9.   | FC Rokycany                 | 30 | 10 | 6  | 14 | 35 | 50 | 36 |
| 10.  | FK Jindřichův Hradec 1910   | 30 | 10 | 6  | 14 | 47 | 65 | 36 |
| 11.  | FK Slavoj Český Krumlov     | 30 | 9  | 6  | 15 | 45 | 63 | 33 |
| 12.  | FK Příbram B                | 30 | 8  | 9  | 13 | 44 | 61 | 33 |
| 13.  | TJ Jiskra Domažlice B       | 30 | 9  | 4  | 17 | 44 | 60 | 31 |
| 14.  | SK Otava Katovice           | 30 | 8  | 7  | 15 | 39 | 60 | 31 |
| 15.  | FK Tachov                   | 30 | 7  | 6  | 17 | 30 | 61 | 27 |
| 16.  | SK Klatovy 1898             | 30 | 5  | 6  | 19 | 37 | 69 | 21 |

Poznámky:
- Z = Odehrané zápasy; V = Vítězství; R = Remízy; P = Prohry; VG = Vstřelené góly; OG = Obdržené góly; B = Body
- Tým SK Otava Katovice odstoupil do I. A třídy[1].

|  | Postup do ČFL 2024/25                   |
|  | Sestup do příslušného krajského přeboru |